# Entre Aspas
Entre Aspas foi uma banda portuguesa que alcançou a fama na Música Moderna Portuguesa na década de 1990 com um estilo pop rock.
 A sua sonoridade é muitas vezes distinguível devido à interpretação e pronúncia característica da sua vocalista Viviane.

## Biografia

### Os primeiros passos
Os primeiros passos do grupo foram dados no Verão de 1990 quando Tó Viegas e Viviane foram convidados, como duo, para tocar no bar Morbidus em Faro. Na altura, assinalaram a data do concerto numa agenda simplesmente com umas aspas, surgindo daqui a designação encontrada mais tarde para a banda.

### Década de 1990
Luís Fialho e João Vieira entraram para a banda que concorreu ao 1º Concurso de Música Moderna da Câmara Municipal de Lisboa, onde ficaram na terceira posição.
No ano seguinte, 1992, assinaram um contrato com a editora BMG e em Novembro o baixista Luís Fialho é substituído por Nuno Filhó.
O seu primeiro álbum, Entre S.F.F., foi produzido por Manuel Faria (ex-Trovante) e foi editado em 1993 pela BMG. Deste trabalho destacam-se os temas "Criatura da Noite" e "Voltas".
Manuel Faria voltaria a produzir a banda no ano seguinte para a colectânea Filhos da Madrugada, um tributo a José Afonso, contribuindo com a sua versão de "Traz Outro Amigo Também" e participando no concerto no então Estádio de Alvalade onde se juntaram todas as bandas participantes.
Em 1995, é editado pela BMG, o segundo álbum da banda, Lollipop, um trabalho que inclui os temas "Perfume" e "Sinal", e que marcou a entrada de Filipe Valentim, dos Rádio Macau, e de Luís San Payo, dos Pop Dell'Arte. A produção esteve a cargo de Marsten Bailey.
Renovam o seu contrato com a BMG em 1996 e na Primavera do ano seguinte sai Edelweiss, já com Rui Freire como baterista. "Uma Pequena Flor" é o tema mais destacado.
No ano de 1998 são uma das bandas a integrar a compilação do projecto Ao Vivo na Antena 3, sendo os temas escolhidos "Perfume" e "Tão Estranho", ambos em formato acústico com origem no concerto realizado pela banda para a Antena 3 no Auditório da RDP. Desta compilação em dois CD fazem parte várias outras bandas portuguesas, como Clã, Blind Zero, Cool Hipnoise, D.R. Sax, Da Weasel, Despe e Siga, Santos & Pecadores ou Turbo Junkie.
Acabava de nascer 1999 e os Entre Aspas já davam a sua contribuição, com uma versão do tema "Doçuras", no álbum XX Anos XX Bandas de homenagem aos vinte anos de carreira dos Xutos & Pontapés.
O quarto álbum de estúdio, Loja de Sonhos, foi editado em 1999 pela BMG. As gravações decorreram entre Novembro de 98 e Fevereiro de 99 e "Esqueci o Nome das Coisas" foi o cartão de visita deste trabalho. Desta vez, a produção foi assinada por Tó Viegas, Vivianne e Flak, com as misturas a ficarem sob alçada de Joe Fossard.

### Década de 2000 e o fim
Perto do final de Abril de 2001 sai o primeiro álbum ao vivo da banda: www.entreaspasaovivo.com. Este trabalho resultou das gravações dos concertos acústicos dados pela banda no Instituto Português da Juventude de Faro, no final do ano 2000, e inclui dois inéditos ("Bem dentro de nós" e "Nunca desistir") e uma versão de um tema anteriormente interpretado por Amália Rodrigues: "A Formiga Bossa Nova". Ao mesmo tempo era inaugurado o sítio "www.entreaspasaovivo.com" (já indisponível) com o nome do álbum.
Em 2005 dá-se a extinção do grupo. Viviane inicia então a sua carreira a solo com o seu primeiro álbum Amores Imperfeitos
Em 2013 foi lançado "Best of 20 anos", uma compilação em CD e DVD que comemora o regresso da banda que celebra os 20 anos de carreira — lembrando o lançamento do primeiro álbum.

## Integrantes

### Última formação
- Viviane (vocalista)
- Tó Viegas (guitarrista)
- Nuno Filhó (baixista)
- Rui Freire (baterista)
- Paulo Borges (teclista)

### Ex-integrantes
- Luís Fialho (baixista)
- João Vieira (baterista)
- Luís San Payo (baterista)
- Filipe Valentim (teclista)

### Alguns artistas convidados
- João Aguardela, dos Sitiados, como apoio vocal no álbum Entre S.F.F..
- Sandra, dos Sitiados, nos álbuns Entre S.F.F. e www.entreaspasaovivo.com.
- João Peste, dos Pop Dell'Arte, canta no tema "Voyage" do álbum Loja de Sonhos.
- Paulo Candeias toca didgeridoo no tema "Tudo explode dentro de mim" do álbum Loja de Sonhos.
- Tó Duarte, dos Imune, no álbum www.entreaspasaovivo.com.

## Discografia

### Estúdio
- 1993 — Entre S.F.F. (BMG)
- 1995 — Lollipop (BMG)
- 1997 — Edelweiss (BMG)
- 1999 — Loja de Sonhos (BMG)

### Compilações
- 2013 — Best of 20 anos (Sony Music Entertainment Portugal), com DVD

### Ao Vivo
- 2001 — www.entreaspasaovivo.com (Acústico) (BMG)

### Participações
- 1994 — Filhos da Madrugada com o temas "Traz Outro Amigo Também".
- 1998 — Ao Vivo na Antena 3 com os temas "Perfume" e "Tão Estranho".
- 1999 — XX Anos XX Bandas com o tema "Doçuras".
- 2013 — Sérgio Mestre: Pauta Inacabada com o tema "Quero mandar-te um recado".